# Rhyacia nyctymerina
Rhyacia nyctymerina là một loài bướm đêm trong họ Noctuidae.